# 2EL5
A 2EL5 egy ukrán 25 kV 50 Hz-es váltakozó áramú kétszekciós villamosmozdony-sorozat. A mozdony mínusz 50 °C és 45 °C között képes üzemelni. A Luhanszkteplovoz gyártja 2005-től.